# O Domingo é Nosso
O Domingo é Nosso foi um programa produzido pela TV Rio em 1963 e 1964, apresentado por Consuelo Leandro a princípio e depois por Ilka Soares, aos domingos à noite, trazendo no mesmo programa: entrevistas, musicais e reportagens; fazendo frente ao programa da TV Excelsior o Bibi Sempre aos Domingos, apresentado por Bibi Ferreira. A TV Record trouxe de volta o estilo em 1969 com o programa Dia D, primeiramente apresentado por Cidinha Campos e mais tarde passou a ser apresentado por Maysa.

## Referência
- https://web.archive.org/web/20100726124222/http://www.museudatv.com.br/historiadasemissoras/tvrio.htm